# Granace
Granace (korsisch Granaccia) ist eine französische Gemeinde mit 92 Einwohnern (Stand: 1. Januar 2022) auf der Mittelmeerinsel Korsika. Sie gehört zum Département Corse-du-Sud, zum Arrondissement Sartène und zum Kanton Sartenais-Valinco. Die Bewohner werden Granacinchi genannt.
Das Siedlungsgebiet liegt auf ungefähr 300 Metern über dem Meeresspiegel. Nachbargemeinden sind Olmiccia im Norden, Sainte-Lucie-de-Tallano im Osten, Foce im Süden und Sartène im Westen.

## Geschichte
Das Dorf wurde von den Leandri aus Zìcavu im oberen Taravo gegründet. Als Wanderhirten ließen sie sich im 18. Jahrhundert nieder, indem sie die nach den Angriffen der Barbaren der vergangenen Jahrhunderte verlassenen Dörfer wieder herstellten. Alte Kapellen in Trümmern zeugen von dieser früheren Besiedlung. San Sistu ist der Name einer romanischen Kapelle in Trümmern, ein Ort, um den viele Legenden ranken, und wo im 16. Jahrhundert ein kleiner Weiler während der Unterdrückung von Genua gegen Rinucciu di a Rocca, den letzten Herrn des Mittelalters, zerstört wurde.
Im 18. Jahrhundert tauchten mehrere Weiler auf dem Urbarium auf, die seitdem verschwunden sind. Es bleibt heute Granaccia und Furcunceddu. Dazwischen befindet sich die isolierte, Santa Maria Assunta geweihte Pfarrkirche.
Die Stadt hat mehrere Casteddi, befestigte Felsensiedlungen, die von der prähistorischen Besiedlung dieser Orte zeugen. Diese waren auch während des Mittelalters weitgehend bewohnt, einer Zeit, in der das Vernetzung des Territoriums und die Bewirtschaftung dieser Ländereien sehr wichtig waren, wie die Toponyme und die damit verbundenen Überreste belegen.

## Bevölkerungsentwicklung
| Jahr      | 1962 | 1968 | 1975 | 1982 | 1990 | 1999 | 2008 | 2017 |
| --------- | ---- | ---- | ---- | ---- | ---- | ---- | ---- | ---- |
| Einwohner | 122  | 93   | 72   | 107  | 82   | 61   | 57   | 90   |

## Sehenswürdigkeiten
- Kirche Sainte-Marie